# Шабрански рејон
Шабрански рејон (азер. Şabran rayonu), једна је од 78 административно-територијалних јединица Азербејџана. Налази се у североисточном делу земље, у пределу познатом као Куба-Хачмашки регион. Административни центар рејона се налази у граду Шабрану. 
Шабрански рејон обухвата површину од 1.090 km² и има 53.000 становника (подаци из 2011). 
Административно, рејон се даље дели у 33 мање општине.